# Кулак (Кировская область)
Кулак — деревня в Даровском районе Кировской области в составе Даровского городского поселения.

## География
Находится на расстоянии примерно 7 км по прямой на юго-восток от райцентра поселка  Даровской.

## История
Известна с 1802 года как починок Хромцовский, в 1873 году здесь (займище Хранцовское или Кулаковы) отмечено дворов 2 и жителей 5, в 1905 (снова починок Хромцовский) 3 и 22, в 1926 (починок Кулак или Хромцовский) 6 и 27, в 1950 4 и 14. В 1989 году проживало 137 человек. Настоящее название утвердилось с 1939 года.

## Население
Постоянное население  составляло 108 человек (русские 99%) в 2002 году, 78 в 2010.